# Epeli Nailatikau
Ratu Epeli Nailatikau (5 juli 1941) is een Fijisch politicus. Van 2009 tot 2015 was hij de president van Fiji.
Na een carrière van circa twintig jaar in het leger en een carrière als diplomaat werd Nailatikau in 1999 politiek actief. Van 2001 tot 2006 was hij voorzitter van het Huis van Afgevaardigden (het toenmalige lagerhuis) van Fiji. Op 8 januari 2007 werd hij minister van Buitenlandse Zaken en Handel. Hierna was hij nog minister op een aantal andere posten. Op 17 april 2009 werd hij vicepresident van de militaire regering van Fiji. Ruim drie maanden later, op 30 juli 2009, nam hij de taak van president Josefa Iloilo, die met pensioen ging, op zich. Op 5 november 2009 legde hij de eed af. Nailatikau bleef president tot 12 november 2015, toen hij werd opgevolgd door George Konrote. Tussen februari 2019 en december 2022 was hij voorzitter van het nationale parlement.
Penaia Ganilau · Kamisese Mara · Josefa Iloilo · Epeli Nailatikau · George Konrote · Wiliame Katonivere · Naiqama Lalabalavu